# Episodi de L'ispettore Barnaby (ottava stagione)
La ottava stagione del telefilm L'ispettore Barnaby è andata in onda nel Regno Unito dal 10 ottobre 2004 al 3 aprile 2005 sul network ITV.
| nº | Titolo originale                 | Titolo italiano              | Prima TV UK     | Prima TV Italia |
| -- | -------------------------------- | ---------------------------- | --------------- | --------------- |
| 1  | Things that Go Bump in the Night | Cose che colpiscono di notte | 10 ottobre 2004 |                 |
| 2  | Dead in the Water                | Morte nell'acqua             | 17 ottobre 2004 |                 |
| 3  | Orchis Fatalis                   | Orchis Fatalis               | 9 gennaio 2005  |                 |
| 4  | Bantling Boy                     | Bantling Boy                 | 16 gennaio 2005 |                 |
| 5  | Second Sight                     | La seconda vista             | 23 gennaio 2005 |                 |
| 6  | Hidden Depths                    | Cavità nascoste              | 13 marzo 2005   |                 |
| 7  | Sauce for the Goose              | Salsa per selvaggina         | 3 aprile 2005   |                 |
| 8  | Midsomer Rhapsody                | Midsomer Rhapsody            | 2 ottobre 2005  |                 |